# Шмати
Шмати или Хицрыпш (абх. Хицрыпш) — село в Абхазии, в Гулрыпшском районе частично признанной Республики Абхазия, согласно административному делению Грузии — в Гульрипшском муниципалитете Абхазской Автономной Республики.

## Население
В 1959 году в селе Шматы жило 26 человек, в основном армяне (в Ганахлебском сельсовете в целом — 1665 человек, в основном грузины и армяне). В 1989 году в селе жили в основном армяне.